# مؤسسة مالية

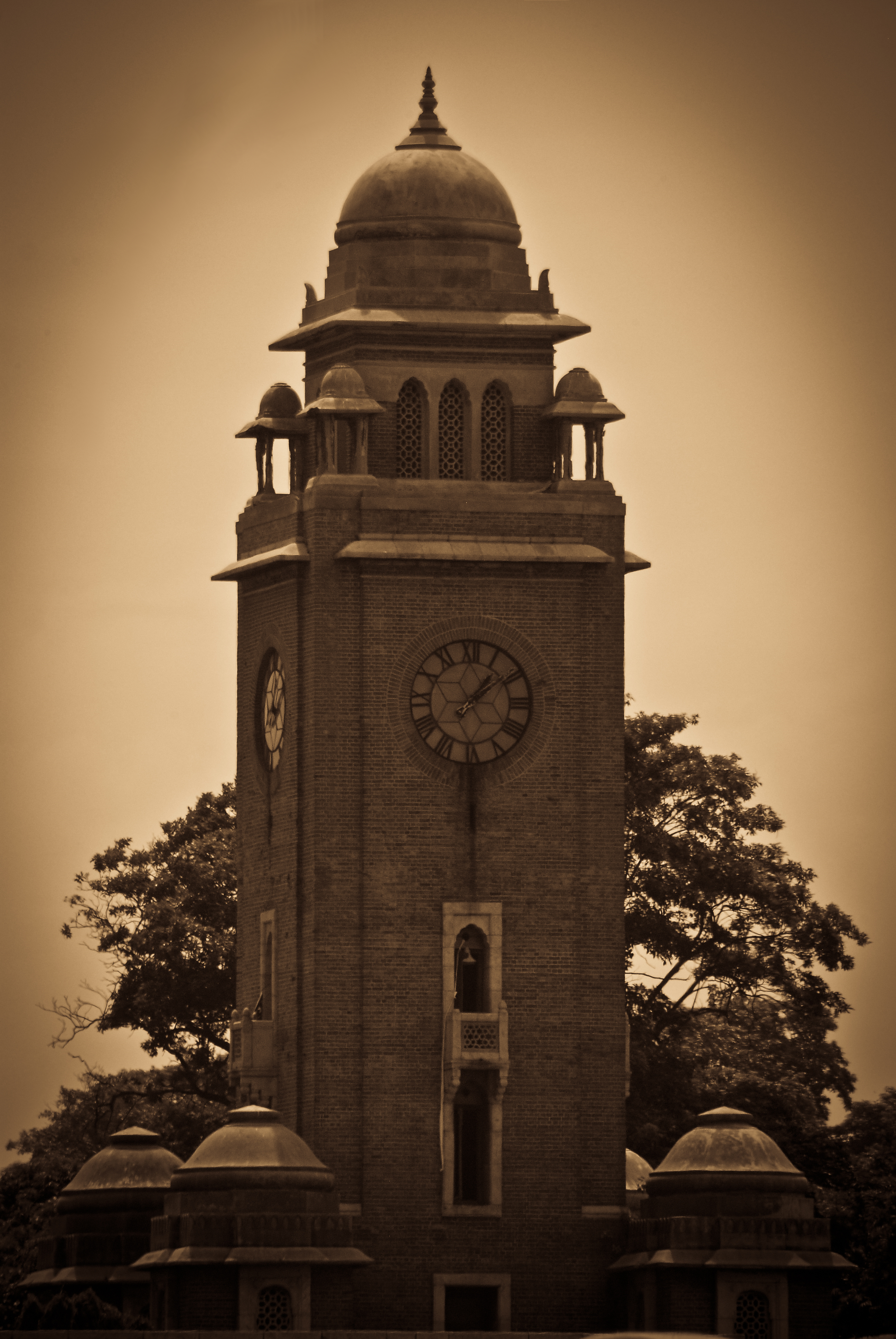
البنك المركزي الهندي

في الاقتصاد المالي، مؤسسة مالية هي مؤسسة تقدم خدمات مالية لزبنائها أو أعضائها.